# Булюк Ґерай
Булюк (Бюлюк, Белюк) Ґерай (крым. Bölük Geray , بولك كراى ‎; бл. 1535-1551) — кримський царевич і калга, старший син казанського хана Сафи Ґерая.

## Біографія
Спочатку Булюк Ґерай виховувався при дворі астраханського хана. У 1545 році кримський хан осадив і взяв Астрахань. 10-річний царевич Булюк Ґерай був відвезений Сахібом Ґераєм до Криму та виховувався при ханському дворі.
У березні 1549 року 38-річний казанський хан Сафа Ґерай загинув за не з'ясованих обставин. У нього було три сини: Булюк Ґерай, Мубарек Ґерай та Утемиш Ґерай. Лише дворічний Утемиш знаходився при батькові в Казані. Старші сини Булюк та Мубарек проживали при дворі кримського хана Сахіба I Ґерая.
Після смерті Сафи Ґерая казанські беї відправили гінця до кримського хана Сахіба I Ґерая, просячи його відправити до Казані на престол старшого сина Сафи — Булюка Ґерая. Сахіб I, який бажав посадити на казанському троні одного зі своїх синів, відмовився надіслати Булюка Ґерая до Казані під приводом його малоліття. За ханським указом царевичі Булюк та Мубарек Ґераї були взяті під варту у фортеці Інкерман.
У 1551 османський султан Сулейман Пишний вирішив усунути від влади неугодного йому хана Сахіба I Ґерая і призначив новим ханом його племінника Девлета Ґерая. У цей час Сахіб I з великим військом виступив із Криму у похід на Кавказ. Новий хан Девлет I Ґерай з великим загоном турецьких яничарів висадився в Гезльові і швидко зайняв Бахчисарай. Девлет I наказав звільнити з інкерманської в'язниці братів Булюка та Мубарека Ґераїв. Новий хан доручив Булюку Ґераю умертвити старого Сахіба I Ґерая. Булюк Ґерай із загоном яничарів прибув у Тамань, де особисто вбив поваленого хана.
Хан Девлет I Ґерай спочатку наблизив себе свого родича Булюка Ґерая і призначив його калгою, другою особою в ханстві після хана. Однак незабаром хан запідозрив його «в деяких недобрих намірах» і особисто вбив своїм кинджалом.